# Richmond (Oregon)
Richmond az Amerikai Egyesült Államok északnyugati részén, Oregon állam Wheeler megyéjében, az Oregon Route 207 közelében elhelyezkedő önkormányzat nélküli település.
Neve az iskola helyszínéről szóló vitából ered: R. N. Donnelly William Walterst lázadónak, és az Amerikai Konföderációs Államok szimpatizánsának tartotta, ezért a települést a Konföderáció fővárosáról, Richmondról nevezte el. A posta 1899 és 1952 között működött.
Egykor iskola, metodista templom és az Odd Fellows testvériség terme voltak itt. 1901-ben a Wheeler megyei Telepesek Szövetségének éves tanácskozásán közel 450-en vettek részt.

## Fordítás
- Ez a szócikk részben vagy egészben  a   Richmond, Oregon című angol Wikipédia-szócikk ezen változatának fordításán alapul.  Az eredeti cikk szerkesztőit annak laptörténete sorolja fel. Ez a jelzés csupán a megfogalmazás eredetét és a szerzői jogokat jelzi, nem szolgál a cikkben szereplő információk forrásmegjelöléseként.